# Intermission (zespół muzyczny)
Intermission – niemiecki zespół muzyczny eurodance.
Zespół tworzą wokalistka Lori Glori oraz producenci Michael Eisele i Dietmar Stehle.

## Dyskografia
Albumy
| 1994                           | Piece of My Heart - Data: październik 1994 - Wydawca: Blow Up | 82 |
| "—" pozycja nie była notowana. |                                                               |    |

Single
| 1993                           | Honesty                   | —  |
| 1994                           | Six Days                  | 20 |
| 1994                           | Piece of My Heart         | 10 |
| 1994                           | Give Peace a Chance       | 29 |
| 1995                           | All Together Now          | —  |
| 1996                           | Miracle of Love           | 87 |
| 1996                           | Real Love                 | —  |
| 1997                           | Planet Love               | 24 |
| 1997                           | Blow Your Mind            | —  |
| 2003                           | Piece of My Heart remixes | —  |
| "—" pozycja nie była notowana. |                           |    |